# Stadionbrücke (Wien)
Die Stadionbrücke über den Donaukanal in Wien verbindet die Wiener Gemeindebezirke Nr. 3 (Landstraße) und Nr. 2 (Leopoldstadt).

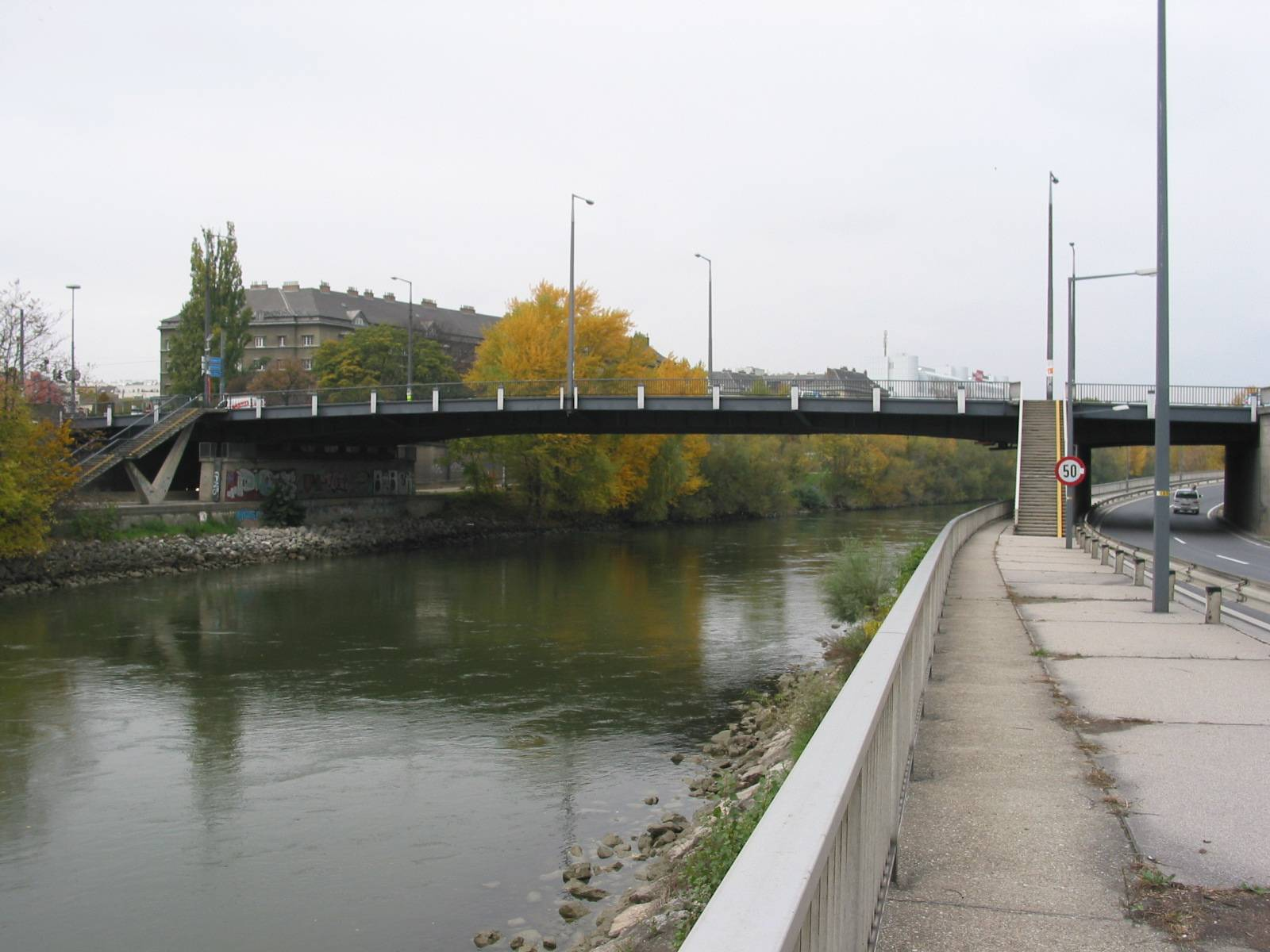
Stadionbrücke, links 3., rechts 2. Bezirk

## Lage
Die Stadionbrücke liegt zwischen der Schlachthausgasse im 3. Bezirk und der Stadionallee im 2. Bezirk, die direkt zum Ernst-Happel-Stadion, dem traditionellen Praterstadion, führt. Die den Donaukanal begleitenden Straßen heißen Erdberger Lände (Fahrtrichtung stromabwärts) und Schüttelstraße (Fahrtrichtung stromaufwärts, beide sind Teil der B 227 Donaukanal Straße).
In der Nähe der Brücke befinden sich im 3. Bezirk das Verkehrsmuseum Remise, das Bundesamt für Zivilluftfahrt, die Flugverkehrkontrollzentrale Austro Control und das Österreichische Staatsarchiv, im 2. Bezirk das Atominstitut der österreichischen Universitäten, der einzige aktive Kernreaktor der Republik Österreich.

## Geschichte

### 1873–1936
Im Jahr der Wiener Weltausstellung 1873 wurde durch die Firma Fives-Lille aus Paris die Kaiser Josefs-Brücke mit einer Spannweite von 60 Metern errichtet.
1920 wurde sie in Schlachthausbrücke nach dem Schlachthof Sankt Marx umbenannt. Minderwertiges Material und steigendes Verkehrsaufkommen führten 1929 dazu, dass die Brücke für den Fahrzeugverkehr gesperrt werden musste.

### 1936–1945
Um dem Besucherandrang bei Veranstaltungen im Wiener Stadion gerecht zu werden, mussten auch entsprechende Zugangsmöglichkeiten geschaffen werden und so wurde im Rahmen eines Arbeitsbeschaffungsprogramms der ständestaatlichen Regierung die Stadionbrücke errichtet.
Der Bau wurde in den Jahren 1936/1937 ohne Ausschreibung errichtet. Zur Ausführung bestimmt wurde ein für den Umbau der Rotundenbrücke bestimmter Plan der „Wiener Brücken- und Eisenkonstruktions AG“. Die Erdarbeiten wurden vom Unternehmen „Ingenieure Mayreder, Kraus & Co“ ausgeführt. Hermann Kutschera fiel die Aufgabe der baukünstlerischen Ausgestaltung zu.
Die Brücke wurde als Bogenbrücke ausgeführt (Spannweite: 55 Meter), über die beiden Vorkaistraßen besteht die Brücke aus Stahlbeton-Plattenbalken.
Während der Schlacht um Wien wurde die Stadionbrücke 1945 von der Wehrmacht gesprengt. Eine unter Mithilfe von Pionieren der Roten Armee flussabwärts der Stadionbrücke errichtete Hilfsbrücke wurde noch 1945 von einem Hochwasser weggerissen.

### 1946–1961
Im Herbst 1946 begannen die Arbeiten am Bau einer provisorischen Pionierbrücke unter Verwendung brauchbarer Teile der zerstörten Brücke.
Am 3. Dezember 1947 wurde dieses Langzeitprovisorium in Anwesenheit des Präsidenten des Nationalrats, Leopold Kunschak, der Bundesminister Eduard Heinl, Oskar Helmer, Felix Hurdes und Karl Maisel, des Wiener Bürgermeisters Theodor Körner, des Vizebürgermeisters Karl Honay und weiterer Festgäste eröffnet.

### 1959 bis heute
Zwischen 1959 und 1969 wurde die heutige Brücke als Stahlbrücke mit einer Gesamtlänge von 82,3 Metern – davon 55,2 Meter Spannweite über dem Donaukanal errichtet.
Der Entwurf und die Stahlbauarbeiten stammen von Waagner Biro, der Gestaltungsvorschlag von Kurt Schlauss.
Aus Anlass der Fertigstellung des ersten Bauloses griff Stadtrat Kurt Heller am 25. Februar 1960 einem Brückenbauer-Brauch folgend zum Presslufthammer, um selbst einige Nieten ins Tragwerk zu schlagen.
Während der Baudauer konnte die Notbrücke an ihrem Standort belassen werden und den Straßenverkehr aufnehmen.

## Name
Während in Wien die Stadiongasse nach dem Staatsmann Johann Philipp von Stadion benannt sind, bezieht sich die Benennung die Stadionbrücke und der Stadionallee auf die bekannte Sportstätte.

## Bahnen
Bei der Stadionbrücke befand sich bis 1945 eine Station der Preßburger Bahn, die hier dem Verlauf des Donaukanals folgte. Die Bahn verlief auf dem Vorkai des Flusses und kreuzte daher nicht die bis zum Sommer 1969 über die Brücke verlaufenden Straßenbahngleise, auf denen Züge der auf der Schüttelstraße verkehrenden Linie 80 (Rotundenbrücke–Prater Lusthaus) die südlich des Donaukanals gelegene Remise Erdberg erreichen konnten. Im Jahr 2025 werden im Zuge der Verlängerung der Straßenbahnlinie 18 neuerlich Straßenbahngleise auf der Brücke verlegt.